# Macrozamia fawcettii
Macrozamia fawcettii — вид голонасінних рослин класу саговникоподібні (Cycadopsida).
Етимологія: вшанування поліцейського судді С. Фосета (C. Fawcett), який зібрав типовий зразок.

## Опис
Рослини без наземного стовбура, стовбур 10–20 см діаметром. Листя 2–10, темно-зелене, глянсове, завдовжки 40–120 см, з 50–120 листових фрагментів; хребет сильно спірально закручений, прямий, жорсткий; черешок завдовжки 15–30 см, від прямого до загнутого, без шипів. Листові фрагменти прості; середні — завдовжки 180—300 мм, 8–20 мм завширшки. Пилкові шишки веретеновиді, 10–25 см завдовжки, 4–6 см діаметром. Насіннєві шишки яйцевиді, 12–23 см, 7–11 см діаметром. Насіння яйцеподібне, 25–30 мм завдовжки, 20–25 мм завширшки; саркотеста червона.

## Поширення, екологія
Країни поширення: Австралія (Новий Південний Уельс). Записаний на висоті від 5 до 550 м над рівнем моря. Цей вид росте на захищених схилах і ярах у сухому склерофітному лісі й рівнинних районах, близьких до потоків у мокрих склерофітних лісах.

## Загрози та охорона
Цей вид зазнав впливу від збору рослин для вирощування та декоративних цілей. Популяції цього виду зустрічаються в англ. Yuraygir National Park і в англ. Burnt Down Scrub Nature Reserve. 